# Discografia de Ana Castela
A discografia de Ana Castela, uma cantora e compositora brasileira, consiste em 3 álbuns ao vivo (incluindo 1 colaborativo), 4 extended plays, 42 singles (incluindo 3 como artista convidada) e 32 vídeos musicais (como artista principal).

## Álbuns de estúdio
| Álbum          | Detalhes                                                                 |
| -------------- | ------------------------------------------------------------------------ |
| Let's Go Rodeo | - Lançamento: 29 de maio de 2025 - Formatos: streaming, download digital |

## Álbuns ao vivo
| Álbum                   | Detalhes                                                                                                 |
| ----------------------- | --- |
| Boiadeira Internacional | - Lançamento: 23 de fevereiro de 2024 - Formatos: DVD, streaming, download digital - Gravadora: AgroPlay |
| Herança Boiadeira       | - Lançamento: 26 de setembro de 2024 - Formatos: DVD, streaming, download digital - Gravadora: AgroPlay  |

### Álbuns colaborativos ao vivo
| Álbum | Detalhes                                                                                         |
| --- | ------------------------------------------------------------------------------------------------ |
| AgroPlay Verão (AgroPlay com Ana Castela, Luan Pereira, DJ Chris no Beat, Léo & Raphael, Francisco, Rodolfo Alessi, Julya & Mariana e Garu) | - Lançamento: 18 de agosto de 2023 - Formatos: Streaming, download digital - Gravadora: AgroPlay |

## Extended plays(EPs)
| Faixas do extended play                                                                 |
| --------------------------------------------------------------------------------------- |
| 1. Solteiro Forçado 2. Não Vai Ver Nunca (part. Simone Mendes) 3. Tô Voltando 4. Pipoco |

| Faixas do extended play                                                                               |
| --- |
| 1. Alerta de Golpe 2. Só Não Deixa Saudade 3. Aqui Tem Álguem 4. Chicletinho 5. As Menina da Pecuária |

| Faixas do extended play |
| --- |
| 1. Fronteira (part. Gustavo Mioto) 2. Coração Bipolar (part. Matheus & Kauan) 3. Amizade Ou o Que (part. Luan Pereira) 4. Morreu de Ana Castela 5. Quem Prova Pede Mais |

| Faixas do extended play                                                                                          |
| --- |
| 1. Boiadeira 2. Lua (part. Hungria Hip Hop e Alok) 3. Nosso Quadro 4. Bonde das Boiadeiras 5. Pra Sempre Sem Ser |

## Singles

### Como artista principal
| Canção                                                      | Ano  | Melhores posições nas paradas | Melhores posições nas paradas | Melhores posições nas paradas | Certificações | Álbum                        |
| Canção                                                      | Ano  | BRA                           | POR                           | GLO                           | Certificações | Álbum                        |
| ----------------------------------------------------------- | ---- | ----------------------------- | ----------------------------- | ----------------------------- | ------------- | ---------------------------- |
| "Boiadeira"                                                 | 2021 | —                             | —                             | —                             |               | Não associado a nenhum álbum |
| "Boiadeira (funk remix)" (part. Lucas Beat)                 | 2021 | —                             | —                             | —                             |               | Não associado a nenhum álbum |
| "Nois é da Roça Bebê"                                       | 2021 | —                             | —                             | —                             |               | Não associado a nenhum álbum |
| "Neon"                                                      | 2021 | —                             | —                             | —                             |               | Não associado a nenhum álbum |
| "As Brutas do Agro" (part. Antoniela Bigatão)               | 2021 | —                             | —                             | —                             |               | Não associado a nenhum álbum |
| "Chama" (part. Luan Pereira)                                | 2021 | —                             | —                             | —                             |               | Da Roça Pro Mundo            |
| "As Menina da Pecuária" (part. Léo & Raphael)               | 2021 | —                             | —                             | —                             |               | Não associado a nenhum álbum |
| "As Menina da Pecuária (Remix)" (part. Davi Kneip)          | 2022 | —                             | —                             | —                             |               | Não associado a nenhum álbum |
| "Neon (Remix)" (part. Davi Kneip)                           | 2022 | —                             | —                             | —                             |               | Não associado a nenhum álbum |
| "Juliet e Chapelão" (part. Luan Pereira e DJ Chris no Beat) | 2022 | —                             | —                             | —                             |               | Não associado a nenhum álbum |
| "Pipoco" (part. Melody e DJ Chris no Beat)                  | 2022 | 1                             | —                             | 113                           |               | Não associado a nenhum álbum |
| "Dona de Mim"                                               | 2022 | 21                            | —                             | —                             |               | Não associado a nenhum álbum |
| "Nosso Quadro"                                              | 2023 | 1                             | —                             | 95                            |               | AgroPlay Verão, Vol. 1       |
| "Chora, Me Liga (Remix)" (part. DJ Chris no Beat)           | 2023 | —                             | —                             | —                             |               | AgroPlay Verão, Vol. 1       |
| "Carinha de Bebê" (part. Pedro Sampaio)                     | 2023 | —                             | 173                           | —                             |               | Não associado a nenhum álbum |
| "Vaqueiro Apaixonado" (part. Luan Pereira)                  | 2023 | —                             | —                             | —                             |               | AgroPlay Verão, Vol. 2       |
| "Covardia" (part. Wesley Safadão)                           | 2023 | —                             | —                             | —                             |               | Não associado a nenhum álbum |
| "Tranqueira"                                                | 2023 | —                             | —                             | —                             |               | Não associado a nenhum álbum |
| "Me Gusta" (part. Rodolfo Alessi)                           | 2023 | —                             | —                             | —                             |               | AgroPlay Verão               |
| "Solteiro Forçado"                                          | 2023 | 2                             | —                             | —                             |               | Boiadeira Internacional      |
| "Não Vai Ver Nunca" (part. Simone Mendes)                   | 2023 | 77                            | —                             | —                             |               | Boiadeira Internacional      |
| "Tô Voltando"                                               | 2023 | 26                            | —                             | —                             |               | Boiadeira Internacional      |
| "Fronteira" (part. Gustavo Mioto)                           | 2023 | 11                            | —                             | —                             |               | Boiadeira Internacional      |
| "Coração Bipolar" (part. Matheus & Kauan)                   | 2023 | —                             | —                             | —                             |               | Boiadeira Internacional      |
| "Amizade Ou o Quê" (part. Luan Pereira)                     | 2023 | —                             | —                             | —                             |               | Boiadeira Internacional      |
| "Vida Loka"                                                 | 2023 | —                             | —                             | —                             |               | EP 1 AgroPlay Verão 2        |
| "Dia de Fluxo" (com Ludmilla)                               | 2023 | 5                             | —                             | —                             |               | EP 1 AgroPlay Verão 2        |
| "Agradeço"                                                  | 2023 | —                             | —                             | —                             |               | Não associado a nenhum álbum |
| "Lua" (part. Alok e Hungria Hip Hop)                        | 2024 | 5                             | —                             | —                             |               | Boiadeira Internacional      |
| "Saudade" (com Gabito Ballesteros)                          | 2024 | —                             | —                             | —                             |               | EP 2 AgroPlay Verão 2        |
| "Minha Herança"                                             | 2024 | —                             | —                             | —                             |               | Herança Boiadeira            |

### Como artista convidada
| Ano  | Single | Melhores posições nas paradas | Melhores posições nas paradas | Melhores posições nas paradas | Certificações    | Álbum                        |
| Ano  | Single | BRA                           | POR                           | GLO                           | Certificações    | Álbum                        |
| ---- | --- | ----------------------------- | ----------------------------- | ----------------------------- | ---------------- | ---------------------------- |
| 2022 | "Fazendinha Sessions #1: É Disso Que Nóis Gosta" (Fazendinha Sessions feat. Us Agroboy, Léo & Raphael, Ana Castela e Luan Pereira)                                           | —                             | —                             | —                             |                  | Não associado a nenhum álbum |
| 2022 | "Ô Lá Na Roça" (Felipe & Murillo feat. Ana Castela) | —                             | —                             | —                             |                  | Não associado a nenhum álbum |
| 2022 | "Reverse" (part. Hitmaker) | —                             | —                             | —                             |                  | Não associado a nenhum álbum |
| 2022 | "Fazendinha Sessions #2: Vai Ser Bão Pra Lá" (Fazendinha Sessions feat. Loubet, Us Agroboy, Luan Pereira, Lucca & Mateus, Ana Castela. Lucas Reis & Thácio)                  | —                             | —                             | —                             |                  | Não associado a nenhum álbum |
| 2022 | "Coragem" (Jottapê feat. Ana Castela) | —                             | —                             | —                             |                  | Cowboy do Mandelão           |
| 2022 | "Casalzão" (Hugo & Heitor feat. Ana Castela) | —                             | —                             | —                             |                  | Não associado a nenhum álbum |
| 2022 | "Bombonzinho" (Israel & Rodolffo feat. Ana Castela) | 1                             | 43                            | 119                           |                  | Let's Bora, Vol. 1           |
| 2022 | "Roça Em Mim" (Zé Felipe feat. Ana Castela e Luan Pereira) | 4                             | 18                            | —                             |                  | Não associado a nenhum álbum |
| 2022 | "Agronejo" (DJ Chris no Beat feat. Ana Castela) | —                             | —                             | —                             |                  | Não associado a nenhum álbum |
| 2022 | "Eu Sem Você Não Dá" (César Menotti & Fabiano feat. Ana Castela) | —                             | —                             | —                             |                  | Não associado a nenhum álbum |
| 2023 | "Palhaça" (Naiara Azevedo feat. Ana Castela) | 15                            | —                             | —                             |                  | Plural                       |
| 2023 | "Eu Minto" (Us Agroboy feat. Ana Castela) | —                             | —                             | —                             |                  | A Roça no Topo               |
| 2023 | "Duas Três" (Guilherme & Benuto, Ana Castela e Adriano Rhod) | 9                             | 107                           | —                             | PMB: 3× Diamante | Não associado a nenhum álbum |
| 2023 | "Não Para" (Belle Kaffer, Ana Castela e Charles New) | 65                            | 78                            | —                             |                  | Não associado a nenhum álbum |
| 2023 | "Fazendinha Sessions 3: Som do Interior" (Fazendinha Sessions feat. João Carreiro, Us Agroboy, Hungria Hip Hop, Luan Pereira, DJ Chris no Beat, Felipe Amorim e Ana Castela) | —                             | —                             | —                             |                  | Não associado a nenhum álbum |
| 2023 | "Sinônimos" (Chitãozinho e Xororó feat. Ana Castela) | 51                            | —                             | —                             |                  | Não associado a nenhum álbum |
| 2023 | "O Que Acontece Na Roça Fica na Roça" (Loubet feat. Ana Castela) | —                             | —                             | —                             |                  | 10 Anos                      |
| 2023 | "Ia Dar Bom" (Pedro Paulo & Alex feat. Ana Castela) | 11                            | —                             | —                             |                  | Não associado a nenhum álbum |
| 2023 | "Canudinho" (Gusttavo Lima feat. Ana Castela) | 1                             | 113                           | —                             |                  | Paraíso Perfeito             |
| 2023 | "Deja Vu" (Luan Santana e Ana Castela) | 1                             | 35                            | —                             |                  | Não associado a nenhum álbum |
| 2024 | "Passada de Mão" (Dilsinho e Ana Castela | 11                            | —                             | —                             |                  | Não associado a nenhum álbum |
| 2024 | "Ram Tchum" (DENNIS, Ana Castela e MC GW) | 3                             | —                             | —                             |                  | Não associado a nenhum álbum |

## Vídeos musicais
| Ano                    | Titulo                                      | Outro(s) artista(s)      | Diretor(es)            |
| Como artista principal | Como artista principal                      | Como artista principal   | Como artista principal |
| ---------------------- | ------------------------------------------- | ------------------------ | ---------------------- |
| 2021                   | "Boiadeira"                                 | Nenhum                   | Fábio Rojas            |
| 2021                   | "Nois é da Roça Bebê"                       | Nenhum                   | Fábio Rojas            |
| 2021                   | "Neon"                                      | Nenhum                   | Fábio Rojas            |
| 2021                   | "As Menina da Pecuária"                     | Léo & Raphael            | Fábio Rojas            |
| 2022                   | "Pipoco"                                    | Melody, DJ Chris no Beat | Fábio Rojas            |
| 2022                   | "Dona de Mim                                | Nenhum                   | Jacques Jr             |
| 2023                   | "Nosso Quadro"                              | Nenhum                   | Dudu Bogo              |
| 2023                   | "Chora Me Liga" (Remix)                     | DJ Chris no Beat         | Dudu Bogo              |
| 2023                   | "Carinha de Bebê"                           | Pedro Sampaio            | Jacques Jr             |
| 2023                   | "Vaqueiro Apaixonado                        | Luan Pereira             | Dudu Bogo              |
| 2023                   | "Me Gusta"                                  | Rodolfo Alessi           | Dudu Bogo              |
| 2023                   | "Solteiro Forçado"                          | Nenhum                   | Jacques Jr             |
| 2023                   | "Não Vai Ver Nunca"                         | Simone Mendes            | Jacques Jr             |
| 2023                   | "Tô Voltanto"                               | Nenhum                   | Jacques Jr             |
| 2023                   | "Pipoco" (versão ao vivo)                   | Nenhum                   | Jacques Jr             |
| 2023                   | "Alerta de Golpe"                           | Nenhum                   | Jacques Jr             |
| 2023                   | "Só Não Deixa Saudade"                      | Nenhum                   | Jacques Jr             |
| 2023                   | "Aqui Tem Alguém"                           | Nenhum                   | Jacques Jr             |
| 2023                   | "Chicletinho"                               | Nenhum                   | Jacques Jr             |
| 2023                   | "As Menina da Pecuária" (versão ao vivo)    | Nenhum                   | Jacques Jr             |
| 2023                   | "Fronteira"                                 | Gustavo Mioto            | Jacques Jr             |
| 2023                   | "Coração Bipolar"                           | Matheus & Kauan          | Jacques Jr             |
| 2023                   | "Amizade Ou o Quê"                          | Luan Pereira             | Jacques Jr             |
| 2023                   | "Morreu de Ana Castela"                     | Nenhum                   | Jacques Jr             |
| 2023                   | "Vida Loka"                                 | Nenhum                   | Jacques Jr             |
| 2023                   | "Dia de Fluxo"                              | Ludmilla                 | Jacques Jr             |
| 2024                   | "Lua"                                       | Hungria Hip Hop, Alok    | Jacques Jr             |
| 2024                   | "Bonde das Boiadeira"                       | Nenhum                   | Jacques Jr             |
| 2024                   | "Pra Sempre Sem Ser"                        | Nenhum                   | Jacques Jr             |
| 2024                   | "Nosso Quadro" (versão do álbum de estreia) | Nenhum                   | Jacques Jr             |
| 2024                   | "Boiadeira" (versão ao vivo)                | Nenhum                   | Jacques Jr             |
| 2024                   | "Saudade"                                   | Gabito Ballesteros       | Jacques Jr             |